# San Juan Bautista Tlachichilco
San Juan Bautista Tlachichilco è un comune del Messico, situato nello stato di Oaxaca.